# 第一次セバーヨス遠征
第一次セバーヨス遠征（だいいちじセバーヨスえんせい、英語: First Cevallos expedition）は七年戦争中の1762年9月から1763年4月まで、リオ・デ・ラ・プラタ総督ペドロ・アントニオ・デ・セバーヨス率いるスペイン軍による、ポルトガル領のバンダ・オリエンタルへの侵攻。侵攻はスペインによるポルトガル侵攻での大敗に続いて行われた。
スペイン軍はポルトガル領のコロニア・ド・サクラメントとリオグランデ・ド・スルを征服、敗れたイギリス＝ポルトガル連合軍は降伏して撤退した。スペインは1763年のパリ条約までコロニア・ド・サクラメントを保持し、一方リオグランデ・ド・スルは数年後にポルトガルにより再征服された。
この遠征はスペインがポルトガル侵攻、マニラの戦い、ハバナの戦い、続いてブラジル北部と中部で連続して大敗した中、唯一勝利した戦闘であった。

## 背景
1761年の第三次家族協約により、スペインは1762年1月にフランスに味方してイギリスに宣戦布告、七年戦争に参戦した。計画ではそれまで中立国でありながら経済的にはイギリスの同盟国であったポルトガルを攻撃する予定で、5月5日にはポルトガル本土への侵攻を開始した。新大陸でもコロニア・デル・サクラメントやグアポレ川右岸（現ブラジルのマットグロッソ州）などポルトガルとの係争地の占領を目指した。

## 1762年の遠征
1762年1月、カルロス・ホセ・デ・サリア率いるフリゲートのビクトリアはカディスを出港してブエノスアイレスへ向かい、リオ・デ・ラ・プラタ総督ペドロ・アントニオ・デ・セバーヨスにサクラメント攻撃の命令書を手交した。
セバーヨスは準備をはじめ、9月までに人員と艦船を用意した。艦隊はラプラタ川を進め、9月14日に軍を上陸させた。27日にインディアンが加勢し、スペインの軍勢は4千人近くにふくれあがった。サクラメントの包囲は10月5日に始まった。
陸軍の司令官セバーヨスと海軍のサリアの関係は悪かった。陸軍が上陸した後、サリアはセバーヨスの許可なく艦船16隻とともにブエノスアイレスへ引き返した。しかし、スペインにとって幸運なことに、ポルトガル軍は全く準備しておらず、守備軍は歩兵400人と非正規軍367人しかいなかった。このため、サクラメント総督ヴィセンテ・ダ・シルヴァは10月31日に降伏した。

## ロード・クライヴとビクトリアの沈没

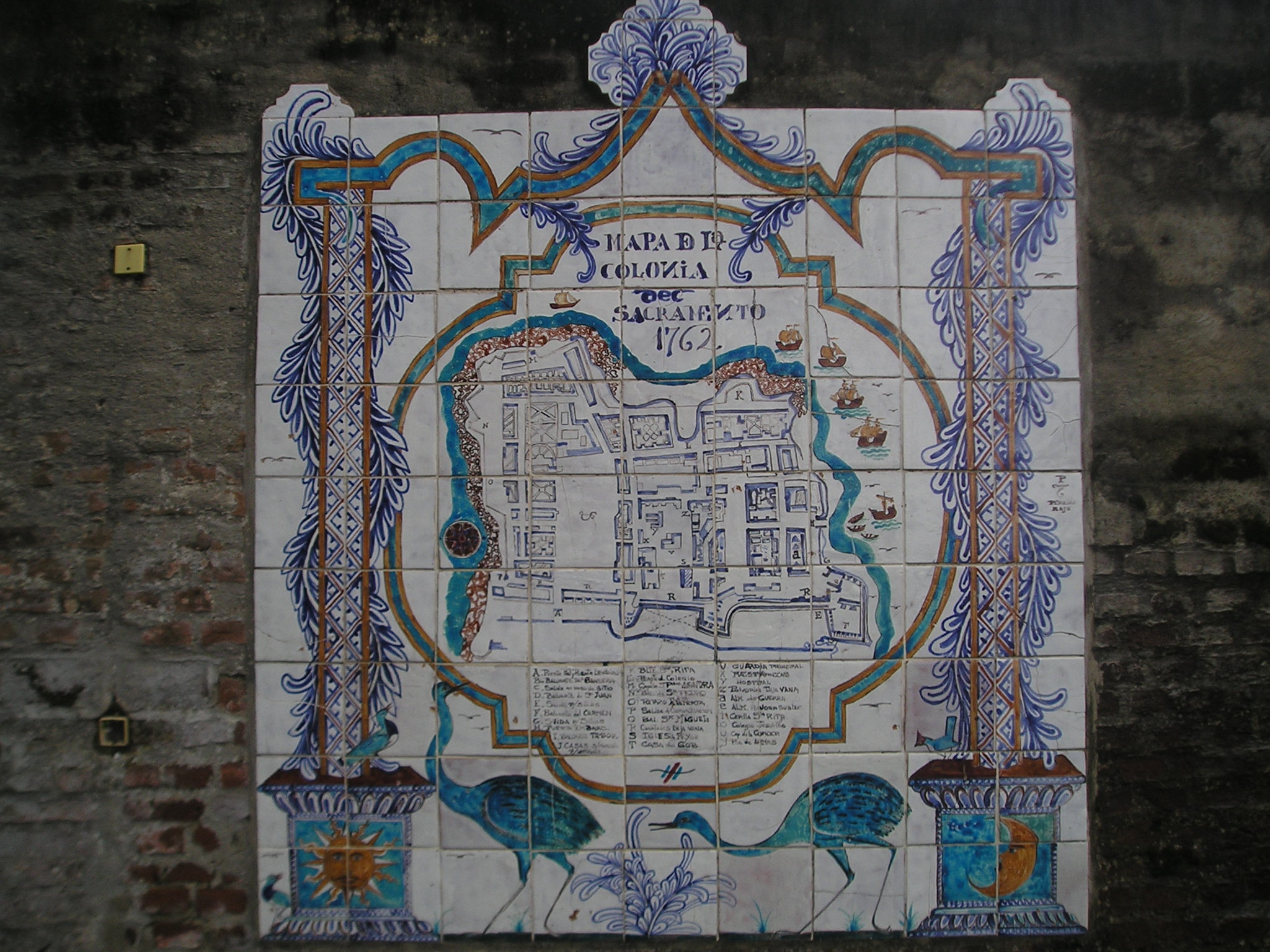
1762年のコロニア・デル・サクラメントの地図。

イギリスはスペインに宣戦布告したが、南アメリカでの戦闘には関与しなかった。一方でイギリス東インド会社は南アメリカのスペイン植民地の征服に乗り出し、海軍本部から古い戦艦2隻を借りた。60門戦列艦ロード・クライヴと40門フリゲートのアンバスケイドだった。
ロバート・マックダウ率いるこの小艦隊は8月30日にリスボンを出港、リオ・デ・ジャネイロで38門フリゲートのグロリアを含む戦艦2隻、倉庫船5隻、歩兵500と合流した。11月2日、艦隊はリオ・デ・ジャネイロを出港してラプラタ川へ向かい、ブエノスアイレスとモンテビデオを攻撃しようとしたが、いずれもスペイン軍によって固く守備されていたため諦めた。
1763年1月6日、マックダウはコロニア・デル・サクラメントの奪回を決定した。艦隊はサクラメントの近くで停泊して砲撃を開始したが、予想以上の反撃を食らい、3時間の砲撃ののち、ロード・クライヴは炎上して沈没、マックダウを含む272人が死亡した。アンバスケイドとグロリアもひどく損傷して撤退した。
しかし、スペイン軍も無傷で済んだわけではなかった。イギリス＝ポルトガル艦隊が到着すると、ビクトリア、サンタ・クルーズ、サン・セノンの3隻はすぐさま近くのサン・ガブリエル島に逃げ、ビクトリアを大砲と火薬とともに自沈させた。自沈を指揮した艦隊の士官たちはすぐに逮捕され、1766年の軍法会議でその臆病さを糾弾された。

## 1763年の遠征
セバーヨスはサクラメントを保持したまま、1763年春に東へ軍を進め、今日のチュイの近くにあり守備軍が400人しかいなかったサン・テレサ要塞を攻撃、4月19日に降伏させた。その数日後、これも守備軍30人と手薄なサン・ミゲル要塞を占領した。
4月、セバーヨスはさらに「サン・ペドロの州」と呼ばれる領土（現ブラジル領リオグランデ・ド・スル州）を征服した。ここでもポルトガル軍の守備は手薄で、正規軍と民兵を足して計1,000人しかいなかった。中でもサン・ジョゼ・ド・ノルティと首都のリオ・グランデは放棄され、無抵抗で占領された。ここでセバーヨスの元に和約締結の報せが届いた。
しかし、リオグランデ・ド・スルでポルトガル領に残った小さな領土（リオ・パルドとヴィアマオン）を奪取しようとした試みはスペインが1763年1月1日のサンタバーバラの戦いで敗北したことで失敗に終わった。この戦闘ではポルトガルの竜騎兵230人がミシオネス・オリエンタレースから増援にきたスペイン軍のスペイン人500人とインディアン2,000人に奇襲攻撃して、大砲7門、牛9,000頭と馬5,000頭を鹵獲した。

## その後
七年戦争において、スペインはセバーヨスの遠征では勝利したが、それ以外の戦役では全て敗北した。スペインの歴史家マヌエル・フェルナンデス・アルバレスはこう記述した。
「1762年1月、スペインはイングランドと開戦した（ポルトガルに対しては1762年5月5日に宣戦）。しかし、その結果は予想と大分違った。[...]結果：ハバナとマニラ（とブラジル北部のリオ・ネグロ盆地の大半）を失い、一方わが軍は対ポルトガルの不幸な陸上戦を戦った。ただ一つ、ウルグアイのほうでペドロ・セバーヨスがコロニア・デル・サクラメントを征服したことがスペインにとっていい出来事であったが、戦争を終わらせた協議には何ら影響を与えられなかった。」—España Y Los Españoles En Los Tiempos Modernos
コロニア・デル・サクラメントやその近くの領土は1763年のパリ条約までスペインが保持し、その後はポルトガルに返還された。リオグランデ・ド・スルは数年後にポルトガルに再征服された。現ウルグアイ領にあるサン・ミゲル要塞とサンタ・テレサ要塞のみがスペイン領に残った。

### 第二次遠征まで
パリ条約に署名したスペインはコロニア・デル・サクラメントをポルトガルに返還したが、リオグランデ・ド・スルは返還しなかった。
このようにして、スペインとポルトガルは1763年以降「静かなる戦争」と呼ばれる宣戦布告なき戦争に突入した。同年にポルトガル政府がリオグランデで非正規な戦闘を行う秘密命令を下したためであった。この紛争は1777年まで続き、第二次セバーヨス遠征が成功したことで両国は第一次サン・イルデフォンソ条約の調印に踏み切った。
戦争の結果はポルトガルが1776年にブラジル南部のリオグランデ・ド・スル（282,000平方キロメートル）と北部のロライマ（224,000平方キロメートル）を征服し、1777年にスペイン船サン・アウグスティンを軍勢550とともに拿捕した一方、スペインのコロニア・デル・サクラメント（ウルグアイにある、半径3キロメートルの半円）とブラジル南部のサンタ・カタリナ島（424平方キロメートル）の征服を確定させた。コロニア・デル・サクラメントとサンタ・カタリナ島の征服は両方とも1777年の第二次セバーヨス遠征によるものだった。